# Morse-Klasse
Die Morse-Klasse war eine U-Boot-Klasse der französischen Marine. Die beiden Boote wurden wie auch die U-Boote der Farfadet- und der Sirène-Klasse als Reaktion auf die Faschoda-Krise gebaut.
Der Bau der zwei Einhüllenboote wurde durch eine von der Zeitung Le Matin organisierte nationale Spendensammlung finanziert.
Die beiden U-Boote wurden kurz vor Beginn des Ersten Weltkrieges stillgelegt.

## Einheiten
| Name            | Bauwerft             | Kiellegung | Stapellauf | Indienststellung | Außerdienststellung |
| --------------- | -------------------- | ---------- | ---------- | ---------------- | ------------------- |
| Algérien (Q 12) | Arsenal de Cherbourg |            |            | 25. April 1901   | Mai 1914            |
| Français (Q 11) | Arsenal de Cherbourg |            |            | 29. Januar 1901  | Mai 1914            |